# Topolino e Piedidolci
Topolino e Piedidolci (titolo originale: His Horse Tanglefoot) è una storia della Walt Disney Company pubblicata tra il 12 Novembre 1932 e il 10 Febbraio 1933.

## Trama
All'inizio della storia Topolino e Minni si recano ad una fiera di paese. Qui gli viene venduto un cavallo, proveniente da una fabbrica di colla, e spacciato per cavallo da corsa. Nonostante gli intensivi allenamenti a cui il cavallo Piedidolci (Tanglefoot in inglese) è sottoposto, Topolino non riesce a farlo correre. 
Durante la prima gara Piedidolci non è in grado di vincere: si trova infatti a correre nella direzione opposta a quella di gara. 
Intanto Topolino entra in debito a causa degli alti costi di mantenimento del cavallo, e rischia la prigione. 
Topolino impara ben presto che la chiave per far correre veloce il cavallo è spaventarlo facendogli credere di essere inseguito da calabroni. 
Il giorno prima della gara decisiva, due truffatori decidono di imbottire le orecchie del cavallo con il cotone. Topolino, non riuscendo a richiamare Piedidolci, si convince che è diventato sordo. Ma dopo diverse vicissitudini, Topolino scopre il cotone. Piedidolci riesce così a vincere la gara. Venuto a conoscenza dell'imbroglio iniziale, Topolino decide comunque di mantenere il cavallo.

## Analisi
Come molte storie di Gottfredson, anche qui vediamo Topolino alle prese con un nuovo lavoro. La partecipazione di Topolino ad una gara di animali non sarà isolata: sempre Gottfredson, infatti, metterà Topolino alle prese con gare di cani in Topolino e Pluto corridore.
Il Topolino qui presente, nonostante precedenti prove di maturità nelle storie precedenti, come in Le avventure eroicomiche di Topolino aviatore o Topolino e Orazio nel castello incantato, non ha ancora raggiunto quel grado di assennatezza che caratterizzerà le storie di Gottfredson successive: di fronte alle iniziali preoccupazioni di Minni su cosa fare di un tesoro trovato in una storia precedente, Topolino risponde che avrebbero usato tre dollari dal tesoro per partecipare alla fiera.

## Ricezione
Piedidolci acquisì una certa fama tra i lettori di fumetti, venendo poi riutilizzato in storie di diversi autori, come Paul Murry nel 1951. In Italia sarà disegnato da Giorgio Cavazzano nel 1988, nella storia La Strada.